# Kràsnoie (Lípetsk)
|  | Per a altres significats, vegeu «Kràsnoie». |

Kràsnoie (en rus: Красное) és un poble de l'óblast de Lípetsk, a Rússia, que el 2011 tenia 390 habitants. Pertany al districte rural d'Úsman.